# 四式輕戰車
四式輕戰車是日本陸軍於第二次世界大戰末期以九五式輕戰車的底盤改裝的輕戰車。

## 開發
由於九五式在裝甲與火力上已無法對抗二戰末期的盟軍部隊，日本陸軍急需各種裝甲武力以面對可能發生的本土決戰。於是日軍將九五式輕戰車的底盤，加上因穿甲力不足而棄置的九七式戰車炮塔造出四式輕戰車。
因三式輕戰車的測試結果發現九七式的火炮在九五式的炮塔環下過於狹小，因此改裝時將炮塔環大小擴張到和九七式一樣大小:1.35公尺（原先九五式炮塔環1公尺）之後直接將九七式炮塔安裝上去，使整體高度比九五式高了約20厘米，重量增加約1噸。四式輕戰車比九五式火力更強，且不用消耗生產線的資源。

## 生產與服役
四式輕戰車大多以九五式輕戰車直接改裝，除了測試以外還少量部署在四國地區防衛盟軍攻擊。
之後該車被用來研究將其安裝在地面上使用並作簡單的碉堡。

## 參考資料

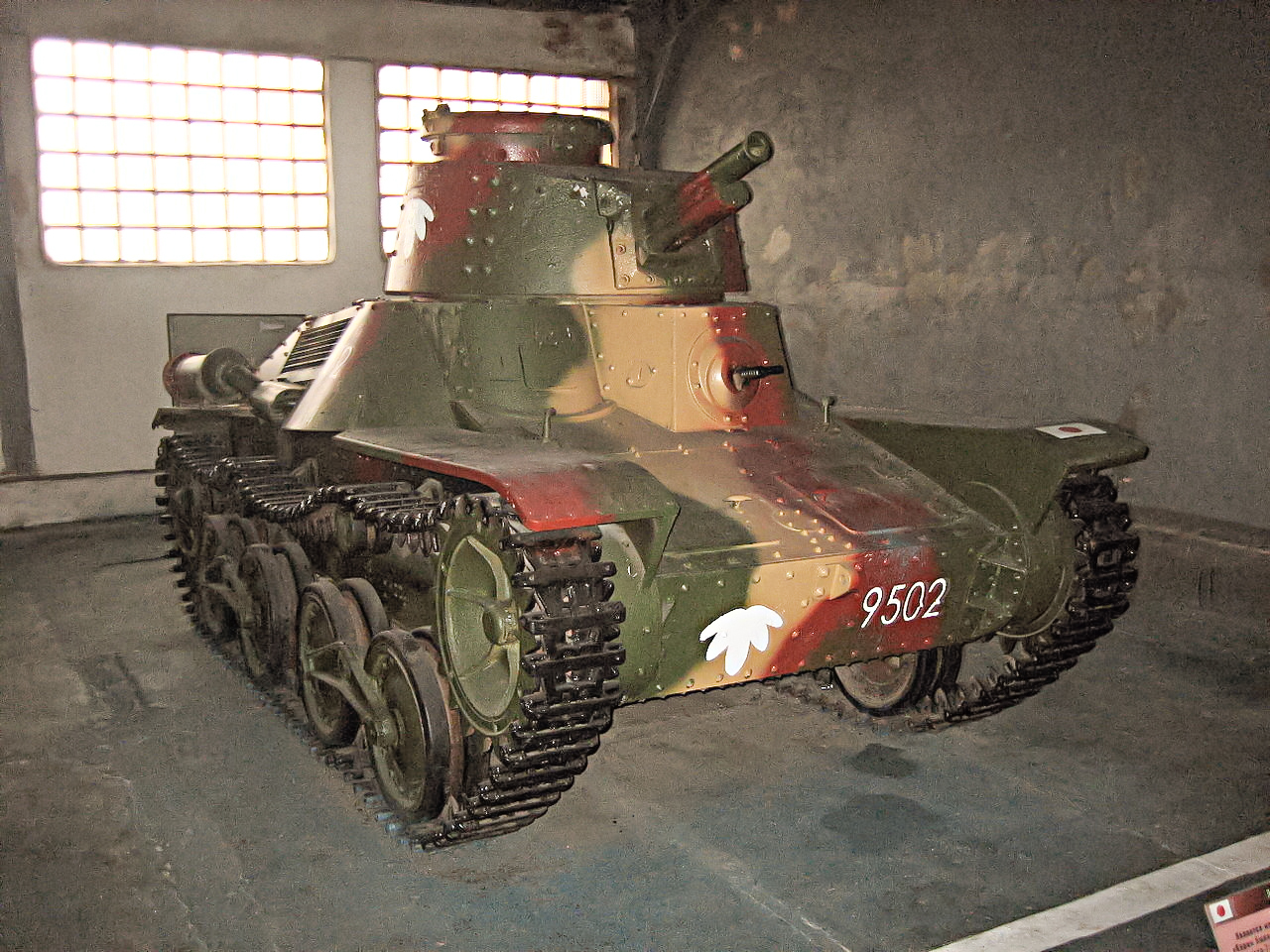
展示在库宾卡坦克博物馆的四式輕戰車